# Conteville-lès-Boulogne
Conteville-lès-Boulogne è un comune francese di 469 abitanti situato nel dipartimento del Passo di Calais nella regione dell'Alta Francia.
Il territorio comunale è bagnato dal fiume Wimereux.

## Società

### Evoluzione demografica
Abitanti censiti